# Іванча (Тирговиштська область)
Іва́нча (болг. Иванча) — село в Тирговиштській області Болгарії. Входить до складу общини Попово.

## Населення
За даними перепису населення 2011 року у селі проживали 24 особи, з них 23 особи (95,8%) — болгари.
Розподіл населення за віком у 2011 році:
Динаміка населення: